# Habenaria linguella
Habenaria linguella är en orkidéart som beskrevs av John Lindley. Habenaria linguella ingår i släktet Habenaria och familjen orkidéer. Inga underarter finns listade i Catalogue of Life.